# Оскар Кардосо
Оскар Кардосо е парагвайски футболист, играч на португалския гранд Бенфика, нападател.

## Кариера
Идва в аржентинския гранд Нюелс Олд Бойс през 2006 за 1.2 милиона $, след като отбелязва 17 гола за парагвайския Национал. В новия си отбор бързо се налага, отбелязвайки 21 гола в 33 мача. Това привлича вниманието на европейските отбори и през лятото на 2007 подписва с Бенфика договор за 11.1 милиона евро, превръщайки се във втория най-скъп играч в историята на клуба (след Симао Саброза – 13 милиона евро).
Кариерата му в Португалия започва много добре – Кардосо редовно играе в стартовия състав и е най-добрият голмайстор с 16 гола в различни състезания. През сезон 2009/10 в първенството на Португалия той вкарва 26 гола в 29 мача и става най-добрият голмайстор на турнира, като помага на „Бенфика“ да спечели титлата за първи път от 2005 г. Кардосо вкарва 10 гола за сезона в Лига Европа, споделяйки с Клаудио Писаро титлата на голмайстор в турнира. Кардосо продължава кариерата си в Турция, като през 2014 г. преминава в „Трабзонспор“. Договорът на играча е за 4 години – до лятото на 2018 година, а трансферната сума е 5 милиона евро. Сериозен интерес към Кардосо в същото време е проявен от английските Уест Хям и Лестър.